# Pierantonio Bondioli

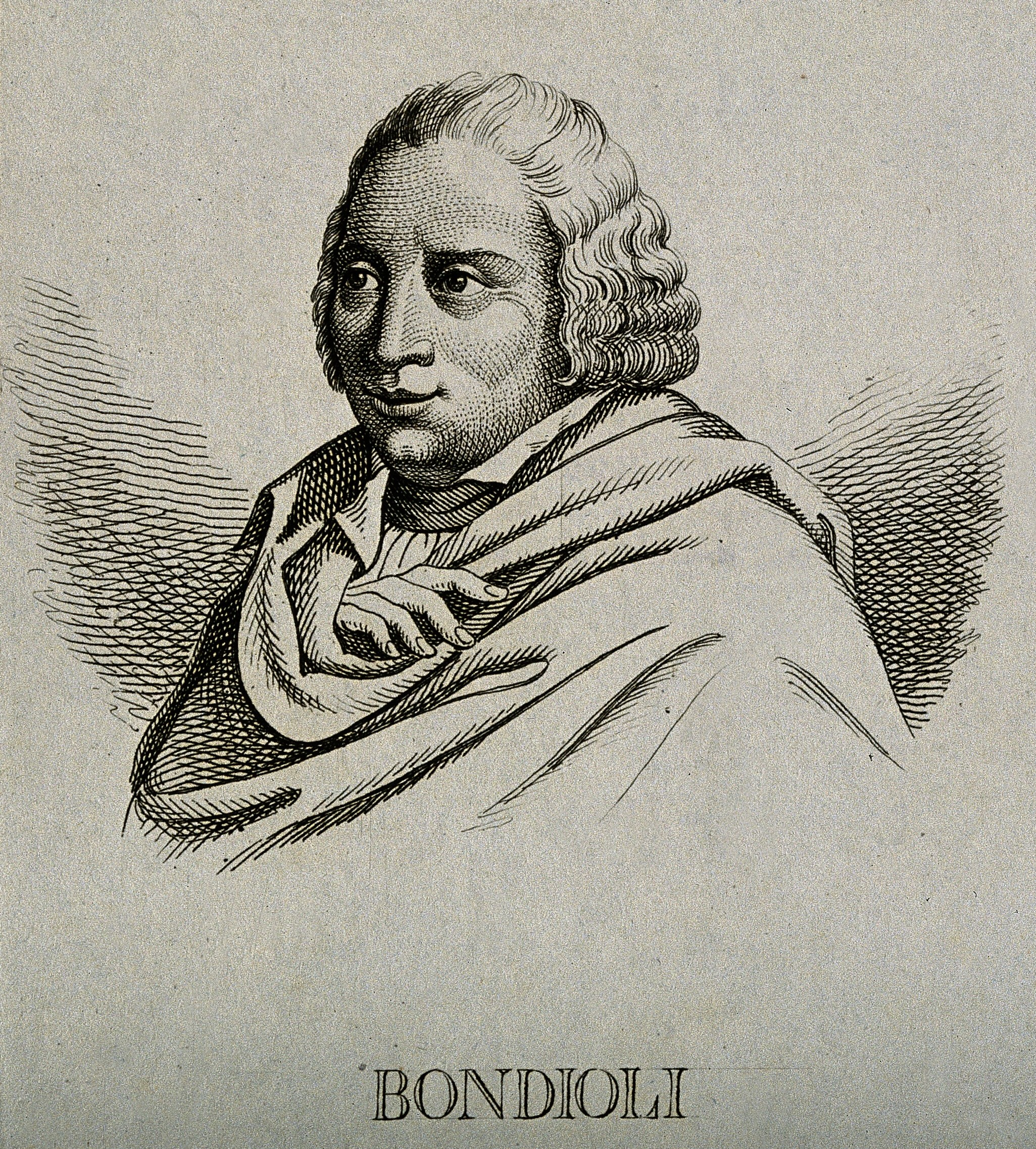

Pierantonio Bondioli (Corfù, 1765 – Bologna, 16 settembre 1808) è stato un medico italiano.

## Biografia
Studiò a Padova, dove fu alunno dell'Accademia Galileiana di scienze, Lettere ed Arti, nonché amico ed allievo prediletto di Melchiorre Cesarotti.
Si laureò all'Università di Padova in medicina il 1º luglio 1789.
Nel 1803 divenne professore di materia medica all'Università di Bologna ma ben presto fece ritorno all'Università di Padova, dove succedette ad Andrea Comparetti nell'insegnamento della medicina clinica.
Nel 1808 recatosi a Bologna in qualità di elettore del collegio dei dotti, che per ordine di Napoleone dove eleggere il senato, vi morì improvvisamente il 16 settembre.
Fu socio delle più importanti accademie scientifiche tra cui, dal 1805 dell'Accademia Nazionale delle Scienze.

## Opere principali
- Memoria sopra l'aurora boreale (1790).
- Sopra l'esperienza ed il metodo da seguirsi nelle ricerche di materia medica (1804).
- Della istituzione clinica più atta a formar veri medici (1807).
- Ricerche sull'azione irritativa (1808).